# Ameta
Ameta ist ein Kurzfilm aus dem Jahr 1903 der Filmfirma American Mutoscope and Biograph Company. Hinter der Kamera stand Frederick S. Armitage. Der Film wurde im April des Jahres 1903 veröffentlicht.

## Handlung
Der Film zeigt die Tänzerin Ameta bei ihrem Tanz mit Isis-Schwingen.

## Hintergrundinformationen
Der Film wurde in Zeitungen wie dem New York Clipper stark beworben. Dabei kam es auch zu Übertreibungen, in denen beschrieben wurde, dass ein Meer aus Konfetti und Bändern zu sehen sei oder dass ein Feuertanz aufgeführt werde.